# Bad Salzdetfurth
Bad Salzdetfurth is een stad en gemeente in de Duitse deelstaat Nedersaksen. De gemeente maakt deel uit van het Landkreis Hildesheim. Bad Salzdetfurth telt 13.255 inwoners.
Bad Salzdetfurth is een kuuroord.

## Foto's

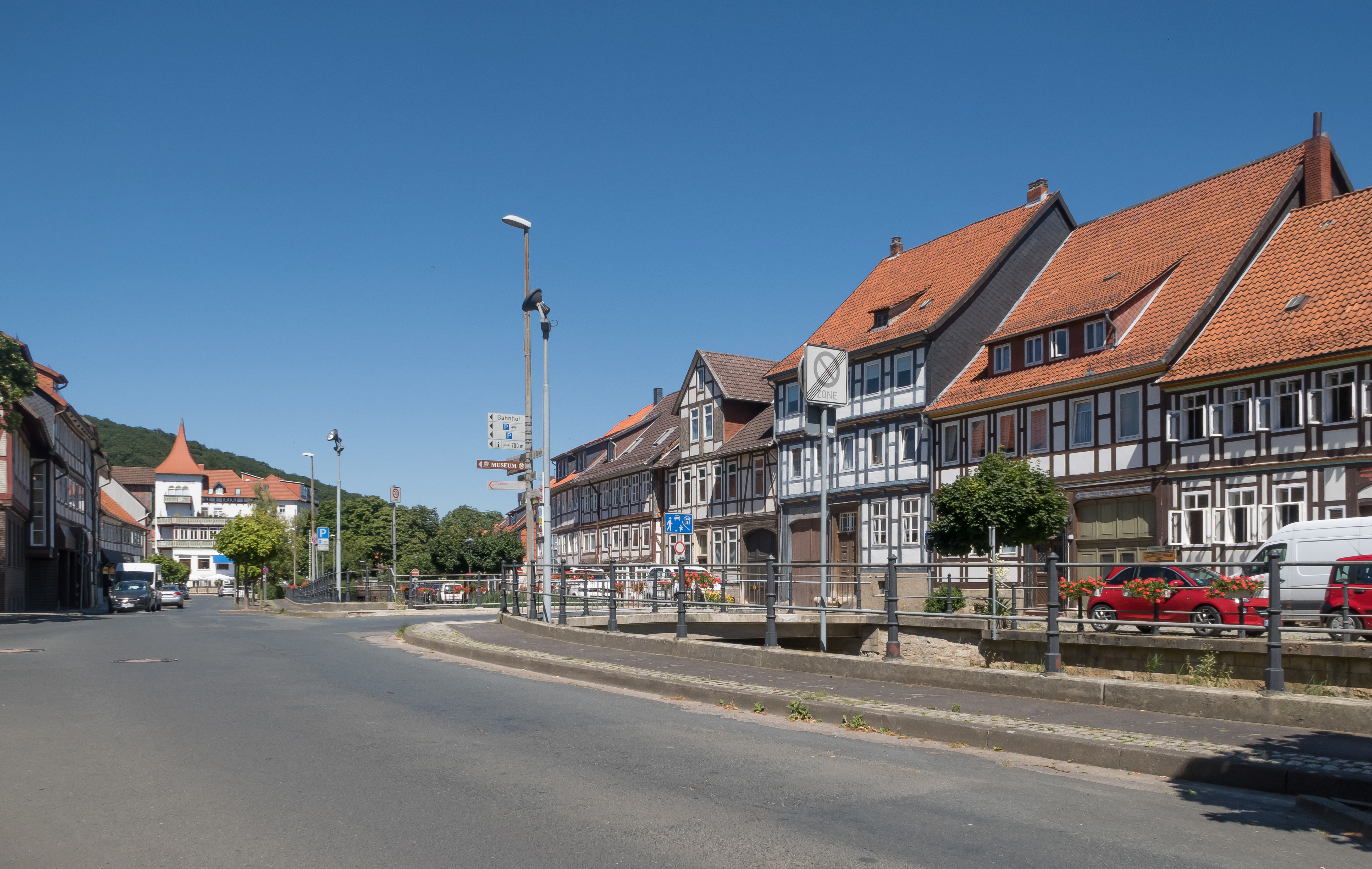
Bad Salzdetfurth, straatzicht: Salzplännerstrasse-Marktstrasse
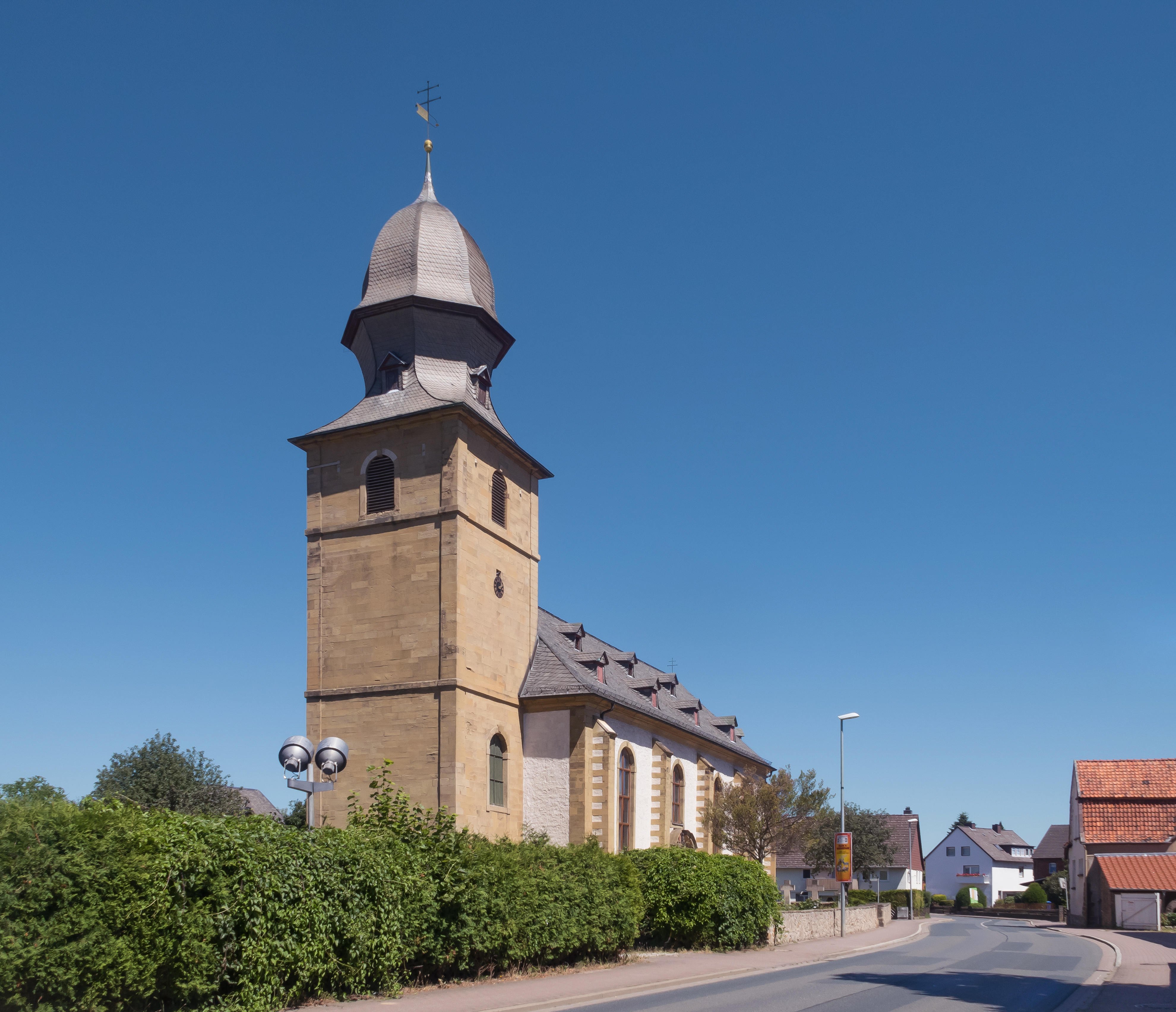
Gross Düngen, kerk: Kirche Sankt Cosmas und Damian
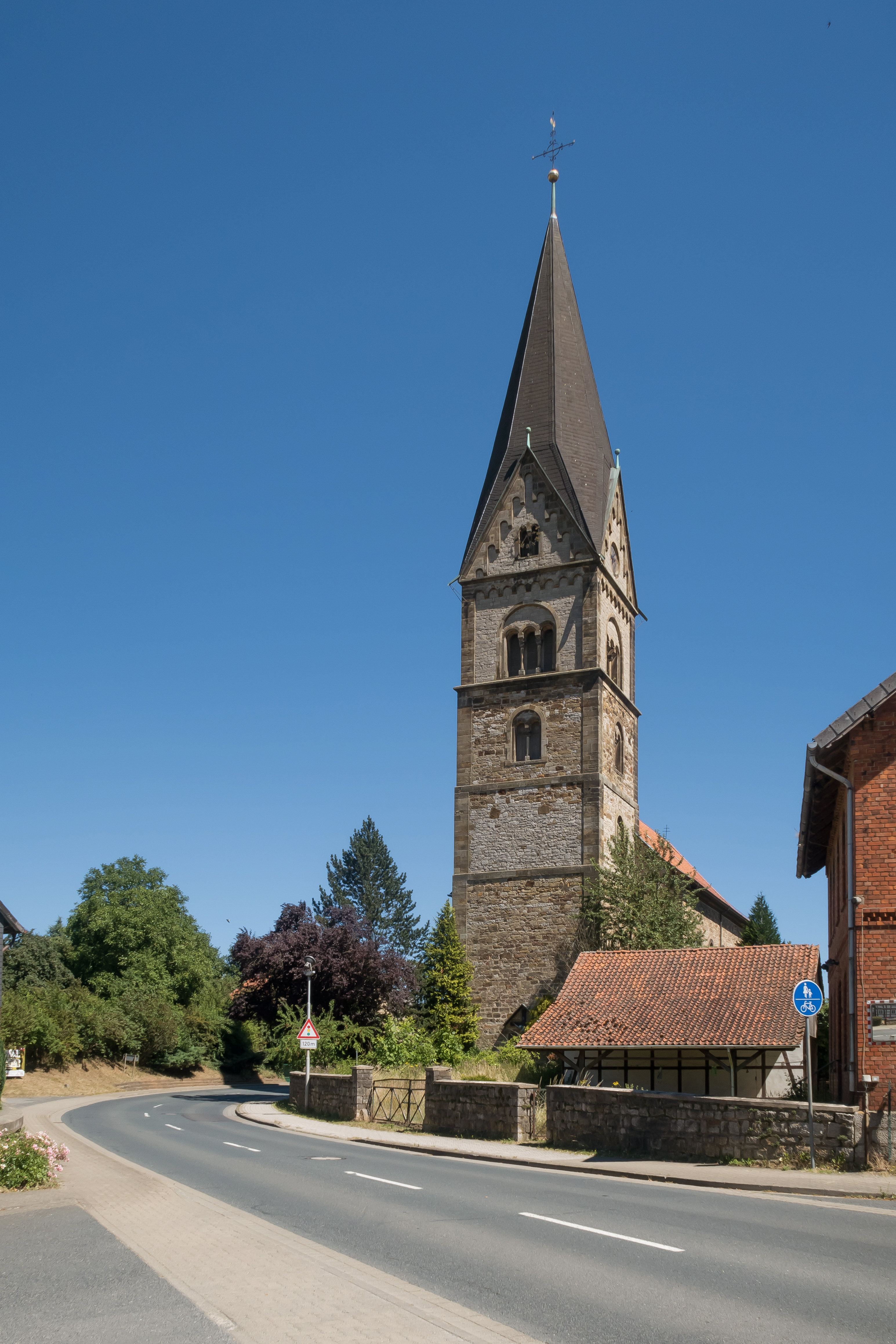
Detfurth, kerk: Sankt Gallus Kirche

- Gemeinsame Normdatei: 4051429-8
- Library of Congress Control Number: n81079117
- Nationale Bibliotheek van Israël: 987007531824005171
- Virtual International Authority File: 157116533
- WorldCat: E39PBJqBttXDkbD63Jrjfp6kDq

Adenstedt ·
Alfeld (Leine) ·
Algermissen ·
Almstedt ·
Bad Salzdetfurth ·
Banteln ·
Betheln ·
Bockenem ·
Brüggen ·
Coppengrave ·
Despetal ·
Diekholzen ·
Duingen ·
Eberholzen ·
Eime ·
Elze ·
Everode ·
Freden (Leine) ·
Giesen ·
Gronau (Leine) ·
Harbarnsen ·
Harsum ·
Hildesheim ·
Holle ·
Hoyershausen ·
Lamspringe ·
Landwehr ·
Marienhagen ·
Neuhof ·
Nordstemmen ·
Rheden ·
Sarstedt ·
Schellerten ·
Sehlem ·
Sibbesse ·
Söhlde ·
Weenzen ·
Westfeld ·
Winzenburg ·
Woltershausen